# 弁慶橋

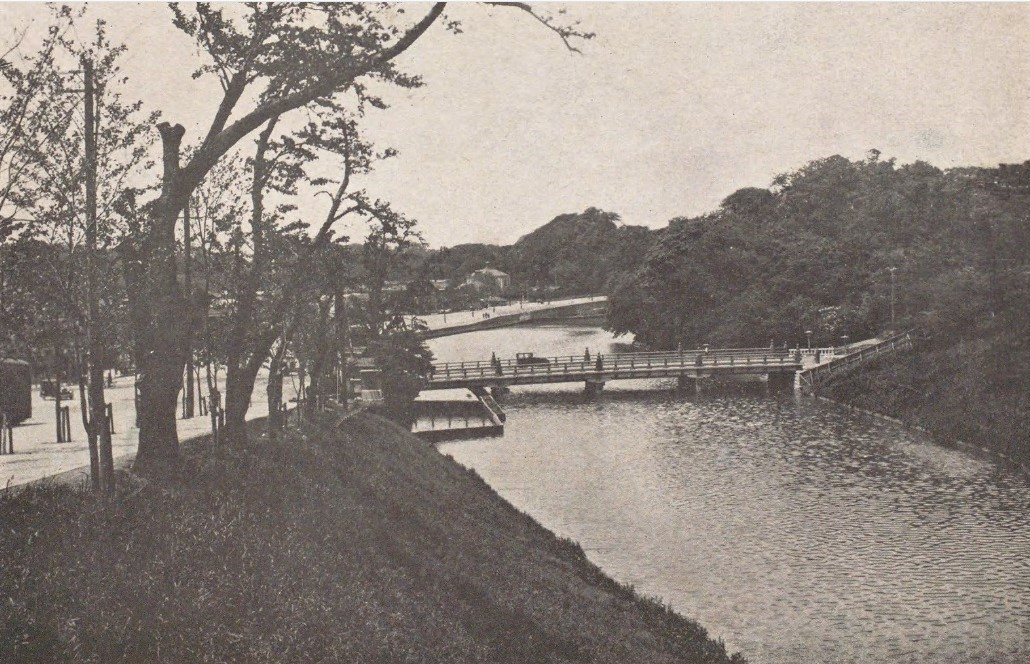
弁慶橋。昭和初期

弁慶橋（べんけいばし）は、現在東京都千代田区紀尾井町と港区元赤坂一丁目にある弁慶堀の上に架かるコンクリート橋。
当初は神田松枝町と岩本町の間を流れる藍染川に架けられていたが、後に現在地へ移動された。

## 歴史
弁慶橋は江戸城普請に携わった大工の棟梁であった弁慶小左衛門が架けた橋に始まり、彼の名から「弁慶橋」と名付けられたと伝えられる。
かつては神田松枝町と岩本町との間にある藍染川下流に架かっていたが、1885年（明治18年）に藍染川が下水道工事で埋められると弁慶橋も不要となり、撤去された。しかし、このまま名橋が失われるのは惜しいということで、1889年（明治22年）に紀尾井町から元赤坂一丁目に通じる道筋にある江戸城外堀へ、元の弁慶橋の廃材を利用して架橋され、橋が無くて困っていた両岸の住民は大いに喜んだという。擬宝珠には江戸期に筋違橋、浅草橋などで使われたものが利用された。
関東大震災後、震災復興橋梁として1927年（昭和2年）に鉄筋コンクリート橋へ改架された（竣工は大正15年12月）。上部構造は従来と同じく木造とし、擬宝珠の一部は神田橋のものに替えられた。
橋は戦災により被害を受け、しばらく欄干がないまま使われていたが、1951年10月に修復工事を終えた。新しい欄干は木曽ヒノキが用いられ、被災以前の姿が再現された。
さらに1985年に改築されたのが、現在の弁慶橋である。本体はコンクリート製であるものの、木製の欄干や古風な擬宝珠から、外国人を含む観光客に人気がある。太平洋戦争後に荒廃していた弁慶堀を、小林義光が費用を負担して清掃し、千代田区の許可を得てボート乗り場を開いた。平成時代になってからは釣り堀も併設された。
2007年に千代田区景観まちづくり重要物件に指定された。

## 藍染川
藍染川は、江戸時代には現在の神田金物通りの一本北の道筋に流れていた、川幅1間（1.8m）ほどの小川であった。谷戸川から流れ出し、下流は不忍池に流れていた。名前の由来は、川の周辺に紺屋が集まっており、その水を使って藍染めをしていたからという説が有力である。
1884年（明治17年）、人家が増えたことで下水の通りが悪化した東京で、衛生状態を改善するために初めて近代下水道が建設されることになると藍染川もその対象となり、工事の結果、川やそこに架かっていた橋は姿を消した。弁慶橋のほかには新橋、紺屋橋、汐見橋、白壁橋、掃部橋などがあったというが、詳細についてはあまり分かっていない。

## 関連文献
- 斎藤長秋 編「巻之二 天枢之部 弁慶橋」『江戸名所図会』 一、有朋堂書店〈有朋堂文庫〉、1927年、103,106頁。NDLJP:1174130/57。
- 斎藤長秋 編「巻之二 天枢之部 藍染川」『江戸名所図会』 一、有朋堂書店〈有朋堂文庫〉、1927年、99,102頁。NDLJP:1174130/55。